# جویی (خواننده کره جنوبی)
لی جو وون (کره‌ای: 이주원؛ زادهٔ ۱۸ اوت ۱۹۹۹) که بیشتر با نام هنری جویی (کره‌ای: 주이; انگلیسی: JooE) شناخته می‌شود، رپر و خواننده اهل کره جنوبی است. او یکی از اعضای گروه دخترانهٔ مومولند زیر نظر ام‌ال‌دی انترتینمنت بود.

## فیلم‌شناسی

### مجموعه تلویزیونی
| سال  | عنوان                  | نقش                                                   | توضیحات      | منابع |
| ---- | ---------------------- | ----------------------------------------------------- | ------------ | ----- |
| ۲۰۱۸ | یانگوم داره نگاه می‌کنه | به عنوان کارآموز آیدل (همراه با نانسی، هه‌بین، و دیزی) | حضور افتخاری | [ ۱ ] |

### برنامه تلویزیونی
| سال  | عنوان             | نقش                 | توضیحات      | منابع         |
| ---- | ----------------- | ------------------- | ------------ | ------------- |
| ۲۰۱۶ | فایندینگ مومولند  | شرکت کننده          |              | [ ۲ ]         |
| ۲۰۱۸ | استودیو وایبز     | مجری                |              | [ ۳ ]         |
| ۲۰۱۸ | بتل تریپ          | مجری ویژه           |              | [ ۴ ]         |
| ۲۰۱۸ | اسکول اتک         | مجری                |              | [ ۵ ]         |
| ۲۰۱۸ | پادشاه خواننده    | به عنوان «هلیکوپتر» | حضور افتخاری | [ ۶ ]         |
| ۲۰۱۸ | Get It Beauty     | مجری                |              | [ ۷ ]         |
| ۲۰۱۸ | مرد واقعی ۳۰۰     | عضو گروه بازیگران   |              | [ ۸ ] [ ۹ ]   |
| ۲۰۱۹ | قانون جنگل        | عضو گروه بازیگران   | قسمت ۳۸۸–۳۹۲ | [ ۱۰ ]        |
| ۲۰۲۰ | آی-لند            | مجری                | قسمت ویژه    | [ ۱۱ ] [ ۱۲ ] |
| ۲۰۲۱ | The Village Lover | عضو گروه بازیگران   |              | [ ۱۳ ]        |
| ۲۰۲۲ | جهان دوم          | شرکت کننده          |              | [ ۱۴ ]        |